# Helixanthera tetrapartita
Helixanthera tetrapartita là một loài thực vật có hoa trong họ Loranthaceae. Loài này được (E.A. Bruce) Wiens & Polhill mô tả khoa học đầu tiên năm 1992.